# تپه هزار منی
تپه هزار منی مربوط به دوران پیش از تاریخ ایران باستان است و در شهرستان دلفان، بخش کاکاوند، روستای یارولی واقع شده و این اثر در تاریخ ۲۵ اسفند ۱۳۸۰ با شمارهٔ ثبت ۵۰۶۱ به‌عنوان یکی از آثار ملی ایران به ثبت رسیده است.